# Cassiopea frondosa
Cassiopea frondosa is een schijfkwal uit de familie Cassiopeidae. De kwal komt uit het geslacht Cassiopea. Cassiopea frondosa werd in 1774 voor het eerst wetenschappelijk beschreven door Pallas. 